# 인천용현초등학교
인천용현초등학교는 대한민국 인천광역시 미추홀구 용현동에 있는 공립 초등학교이다.
| 1953.11.01. | 인천용현초등학교로 개교(6학급)                                 |
| 1954.03.16. | 제1회 졸업식(62명)                                             |
| 1955.11.12. | 4개 교실 신축 완공 (제1교사 100평)                             |
| 1959.08.16. | 6개 교실 신축 (구별관 175평)                                   |
| 1967.07.31. | 2층 6개 교실 증축 (신관 200평)                                 |
| 1972.01.26. | 과학실 및 시청각실 설치                                        |
| 1998.02.20. | 학교경영 우수학교 표창                                         |
| 2004.10.27. | 인천교육감기 축구대회 초등부 우수                              |
| 2007.12.17. | 학교평가 최우수 학교 선정                                      |
| 2008.11.28. | 인천광역시 초등 교육과정운영 우수학교 선정                     |
| 2012.12.10. | 2012 남부교육지원청 학력향상 우수교 선정                       |
| 2013.12.30. | 창의 · 인성교육활동 우수학교(창의인성교육부문) 선정            |
| 2013.12.31. | 학교급식 우수학교 표창                                         |
| 2014.12.30. | 2014 교육과정 우수학교 선정                                    |
| 2016.12.15. | 다목적 강당 개관식                                             |
| 2017.09.23. | 인천시교육감배 학교스포츠클럽 배구대회 2위                     |
| 2018.11.28. | 교육부요청 정책연구학교 지정(2019.03.01~2022.02.28. 3년간)     |
| 2019.10.26. | 인천광역시 초중고등학생 전통음악한마당 우수학교                |
| 2019.11.10. | 인천광역시교육감기 초등학생 수영대회 종합2위                   |
| 2020.02.04. | 생태환경교육선도학교 지정                                      |
| 2020.09.01. | 인천광역시교육청 자율학교 재지정 운영(~2025.08.31. 5년간)      |
| 2021.03.01. | 놀자학교 지정 운영(~2023.02.28. 1년간)                         |
| 2021.03.01. | 한국어학급 운영교 선정(2021.3.1.~2024.02.29. 3년간)            |
| 2021.10.28. | 교육부 요청 인천광역시교육청 지정 교육과정 연구학교 보고회     |
| 2022.03.01. | 미디어교육 실천학교 운영(~2023.02.28. 1년간)                   |
| 2022.03.01. | 교육공동체회의 사업 운영(~2024.02.29. 2년간)                   |
| 2022.09.25. | 제15회 전국학교스포츠클럽 농구, 배구 축전 인천대표 참가        |
| 2022.11.24. | 꿈끼어울림한마당                                               |
| 2023.01.05. | 제 70회 졸업식(졸업생 남 86명, 여 108명 계194명 누계 28,171명) |
| 2023.03.01. | 50학급(일반47, 특수3) 편성 운영                                |
| 2023.03.01. | 학생체험중심 SW-AI교육 중심학교 운영                           |
| 2023.09.01. | 제23대 류근성 교장선생님 부임                                  |
| 2025.01.02. | 제2회 용현 압사사고                                            |